# زنبورهای شب‌زی
زنبورهای شب‌زی یا پیش‌زنبورها (نام علمی: Provespa)، یک سرده کوچک از زنبوران است که از زنبورهای بی‌عسل شب‌زی در جنوب شرق آسیا تشکیل شده‌است، که گاهی به عنوان «زنبورهای شب‌زی» یا «زنبورهای سرخ شب‌زی» شناخته می‌شود، اگرچه آنها «زنبورهای سرخ» واقعی نیستند (سرده زنبورهای زرد). آن‌ها تنها اعضای شب‌زی زیرخانواده زنبوریان زردجامه هستند و همچنین تنها vespinae هستند که در آن کلنی‌های جدید با ازدحام تشکیل می‌شوند (یک ملکه با حضور تعداد زیادی کارگر، همانند زنبورهای عسل). آنها تمایل دارند لانه‌های خود را از مواد گیاهی فیبری بسازند، و آنها را به رنگ قهوه‌ای مایل به خاکستری یکنواخت تبدیل می‌کند که پیدا کردن آن اغلب دشوار است.